# 沼津仲見世商店街

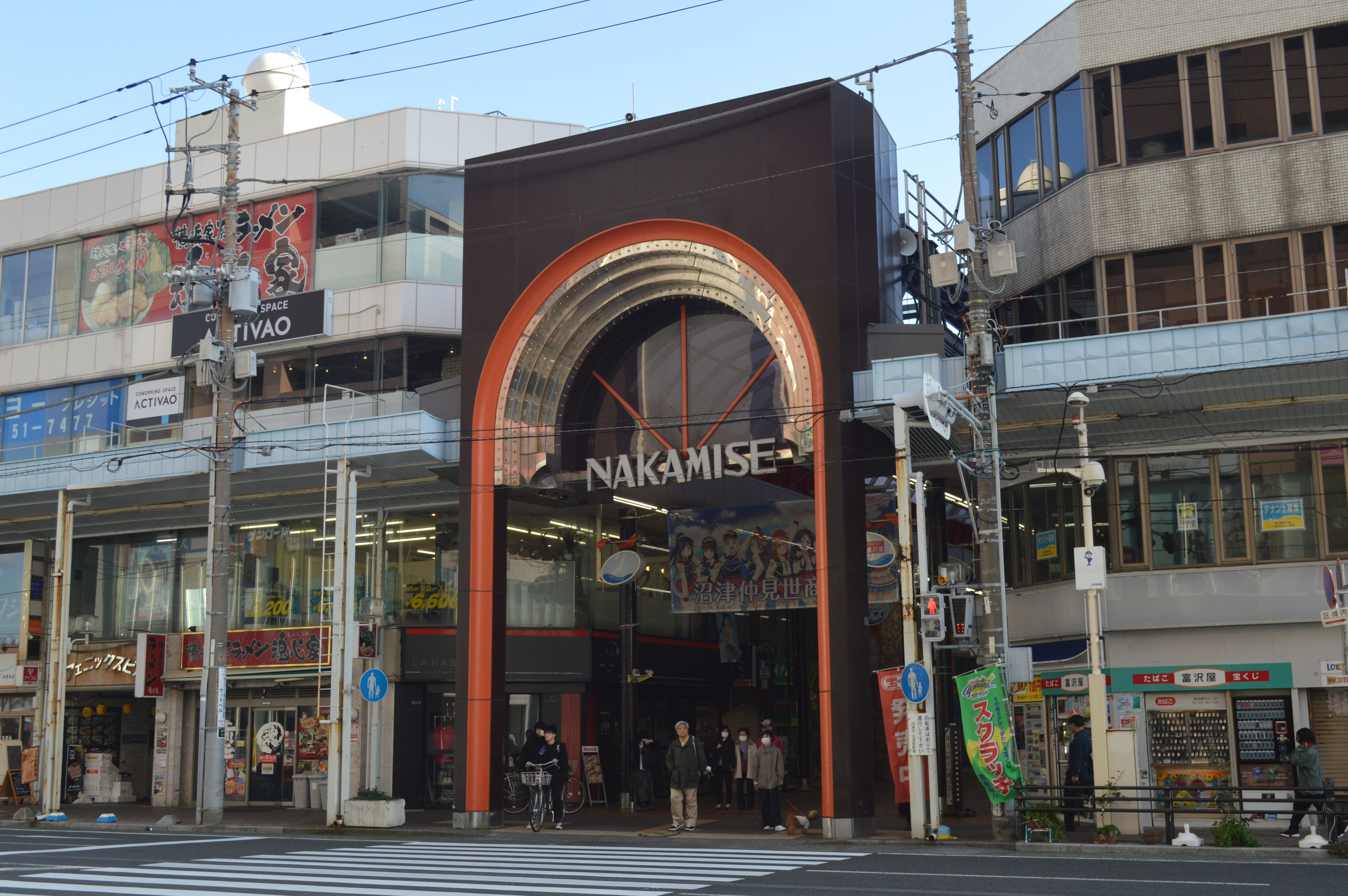
商店街北口

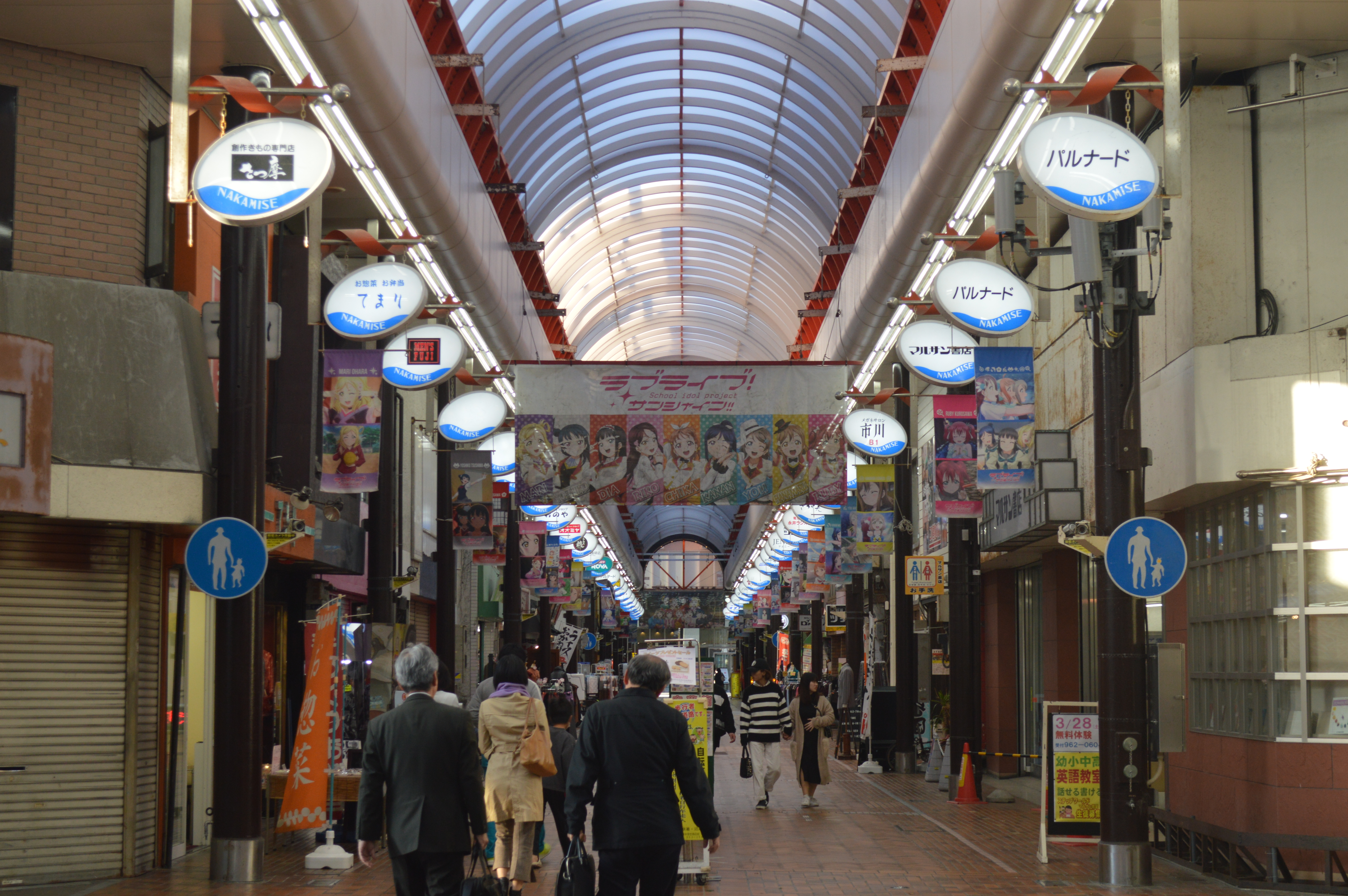
アーケード内部

沼津仲見世商店街（ぬまづなかみせしょうてんがい）とは、静岡県沼津市の沼津駅南口の南西に所在する商店街。

## 概要
沼津駅南口の南西、イーラdeの南方、県道162号と県道380号の間にある、南北に伸びる250mのアーケード街（仲見世パルナード）と、それに交差する3つの東西通り（一番街、コミナード、三番街）から構成されている。
戦後の青空市場から出発し、1954年（昭和29年）に電飾アーチが、1961年（昭和36年）には初代のアーケードが完成するなどして、発展を遂げてきた。
商店街の振興組合は、1959年（昭和34年）8月20日に発足した。

## 店舗

### 服飾
- アトリエ・ノンナ（レディース）
- おしゃれショップ ヤマザキ（レディース）
- おのや 沼津店（レディース）
- ジェニー（レディース）
- 仲見世スワニー（レディース）
- 婦人服アビオン（レディース）
- 婦人服ハラダ（レディース）
- ランジェリーショップ夢屋（レディース）
- フォーシーズン・ギャラリー（紳士服）
- メンズショップ フジ（紳士服）
- 伊豆屋呉服店（呉服）
- さつ摩（呉服）
- マルト白壁（呉服）
- GINYA NEXT（宝飾）
- プチ・ナカノ（宝飾）
- プラザ・プリモ（宝飾）
- メガネサロン市川（宝飾）

### 食料品
- 沼津 市川園（静岡茶）
- 中央青果 丸中（青果）
- てまり（惣菜・弁当）
- ほさか（菓子）
- 山本酒店（酒・タバコ・宝くじ）

### 飲食
- J・みーと（ステーキ・肉料理）
- へぎそば そば処満留八（そば）
- らーめん銕(くろがね)本店
- つけ麺居酒屋よしおか
- 香香飯店（中華）
- 香香坊（中華）
- 華味(ファーウェイ)（中華）
- エベレストダイニング（インド・ネパール料理）
- 韓’ｓ（焼肉・韓国料理）
- 伴蔵（魚創作料理）
- 半蔵2（イルカ料理）
- たこやきサボちゃん（たこ焼き）
- 甘味処 どんぐり
- Café スプーニー
- やば珈琲店 沼津店

### 生活用品・趣味・雑貨
- 永井ラジオ商会（家電）
- ハイクリエイト（画材）
- Cardshop Serra（カードショップ）
- 手作りショップオオミヤ（手芸）
- ニューライフ ツチヤ（雑貨）
- 倉田印舗（印鑑）

### 健康・美容・医療
- 神田歯科医院
- 沼津歯科
- 磁気シャワー 沼津センター
- サンロード美容室（美容院）
- Leeds（美容院）
- マーメイドアクアマリン（エステ）

### その他
- NOVA 沼津校（英会話）
- 芦川印刷
- おたからや 大手町・仲見世商店街店（中古貴金属買取）
- ジョイランド パチンコ宝塚
- 沼津駅前郵便局

### 駐車場
- 仲見世パーク1
- 仲見世パーク2

## 周辺
沼津仲見世商店街の周辺には、
- 北側には、沼津駅前を横切る県道162号を挟んだ向かいに、商業ビル「イーラde」
- 東側には、沼津駅と沼津港をつなぐ「さんさん通り」（県道52号（〜県道159号））上に、「大手町商店街[4]」
- 西側には、線路をくぐって北方の「リコー通り」とつながる、「上本(かみほん)通り」上に、「上本通り商店街[5]」
- 南側には、2020年（令和2年）までアーケードがあった、「沼津新仲見世商店街（旧・沼津南仲見世商店街）[6]」

などがあるが、特に西側の「上本通り商店街」と南側の「沼津新仲見世商店街」の衰退が著しく、アーケードの老朽化も問題だった南側の「沼津新仲見世商店街」に関しては、沼津市が関与する形で、「新仲見世商店街空間再編プロジェクト」が進められている。